# Festen (opéra)
 (mars 2025).
Festen est un opéra contemporain en un acte de Mark-Anthony Turnage sur un livret en langue anglaise de Lee Hall, librement adapté du film danois Festen de Thomas Vinterberg, sorti en 1998. La Première a eu lieu le 11 février 2025 au Royal Opera et Ballet de Covent Garden.

## Historique
Le film Festen, récompensé par le prix spécial du Jury au Festival de Cannes en 1998, a fait l'objet de nombreuses adaptations théâtrales de par le monde, notamment au Almeida Theatre, dans le West End et plus tard à Broadway, quand Mark-Anthony Turnage se propose de composer un opéra à partir de cette histoire d'anniversaire tragique où sont dévoilés tous les secrets douloureux d'une famille dominée par un père incestueux et violeur. Le film, le premier du mouvement cinématographique Dogme 95, adoptait un style dépouillé de tout effet spéciaux, avec lumière naturelle, caméra à l'épaule, tournage direct, à l'instar des oeuvres de Lars Von Trier, dont certaines ont fait également l'objet d'adaptation à l'opéra, comme Melancholia et  Breaking the Waves.
Festen est le sixième opéra du compositeur britannique, qui a déjà connu un grand succès avec Anna Nicole. Il s'agit d'une commande du Royal Opera et Ballet (anciennement appelé Royal Opera House) pour une création mondiale durant la saison 2024-25. Les représentations débutent le 11 février 2025 pour s'achever le 27 février. Le livret est écrit par Lee Hall, l'auteur du scénario de Billy Eliott.
La mise en scène est confiée à  Richard Jones et la direction musicale à Edward Gardner. Les rôles principaux réunissent une distribution internationale composée notamment de Allan Clayton, Stéphane Degout et Gerald Finley.
Les représentations connaissent un grand succès et l'oeuvre recueille beaucoup de critiques très positives, tant sur le plan musical « l’opéra de Turnage parvient, lui, à en décupler les enjeux émotionnels les plus intimes. Grâce à la puissance expressive unique du chant, la déflagration n’en est que plus redoutable. », que scénique : « Spectacle d’une efficacité imparable, tout comme l’ouvrage, défendu au pupitre par Edward Gardner et par un plateau vocal de haut standing. ».
L'originalité du traitement du thème du film est également soulignée : « Out of all this, Mark-Anthony Turnage and librettist Lee Hall have created something extraordinary: an opera in which the horrors of the piece are as dark and dramatic as you can imagine, but which is richly entertaining and truly hilarious for a great deal of its length ».
L'intelligence de la composition de Turnage est mise en avant « There are some devastating silences, alongside the briefest snatches of serene lyrical beauty, and rather more of Turnage’s trademark bluesy inflections, which are only one element in a wonderfully varied musical palette. » .

## Rôles, tessitures et interprètes de la Première
| Rôle      | Tessiture     | Première du 11 février 2025 Direction musicale : Edward Gardner |
| --------- | ------------- | --------------------------------------------------------------- |
| Christian | ténor         | Allan Clayton                                                   |
| Michael   | baryton       | Stéphane Degout                                                 |
| Helge     | baryton-basse | Gerald Finley                                                   |
| Else      | mezzo-soprano | Rosie Aldridge                                                  |
| Helena    | soprano       | Natalya Romaniw                                                 |
| Helmut    | baritone      | Thomas Oliemans                                                 |
| Mette     | soprano       | Philippa Boyle                                                  |
| Grandma   | mezzo-soprano | Susan Bickley                                                   |
| Gbatokai  | baritone      | Peter Brathwaite                                                |
| Linda     | soprano       | Marta Fontanals-Simmons                                         |
| Grandpa   | basse         | John Tomlinson                                                  |
| Michelle  | mezzo-soprano | Kitty Whately                                                   |
| Christine | soprano       | Ailish Tynan                                                    |
|           |               |                                                                 |

## Argument
Festen est l'histoire d'une riche famille danoise qui se réunit pour célébrer le 60e anniversaire du patriarche Helge. Les événements se déroulent durant l'été 1989, dans une région rurale du Danemark.
Au cours du dîner, le fils aîné Christian accuse publiquement Helge d'avoir abusé sexuellement de lui et de sa sœur jumelle Linda, dont le traumatisme a conduit à son récent suicide.
Malgré les interruptions, Christian continue d'accuser son père d'avoir causé la mort de Linda. Helge répond par des dénégations virulentes. Les autres invités restent silencieux et pour la plupart incrédules.
Un autre toast, plus traditionnel, est porté par un membre plus âgé de la famille. La sœur de Christian, Helena, amène son petit ami noir, Gbatokai, à la fête et il est victime d'agressions racistes de la part de Michael, un autre fils de Helge. D'autres invités se joignent à Michael pour entonner la chanson aux relents racistes.
La culpabilité de Helge est enfin révélée lorsque la lettre de suicide de Linda est lue aux invités. Helge admet finalement les abus. Michael inflige ensuite une correction à Helge dans la cuisine pendant que la fête se poursuit ailleurs. Au petit-déjeuner le lendemain matin, lorsque Helge parait, certains invités le saluent, mais Michael lui dit de partir et le chasse de la maison.